# Karl Zimmet
Karl Zimmet (Ratisbona, 14 de abril de 1895-20 de marzo de 1969) fue un cerrajero y miembro de la resistencia alemana al nazismo, del Partido Comunista de Alemania (KPD, por sus siglas en alemán) y más tarde del Partido Social Cristiano del Reich (Christlich-Soziale Reichspartei, CSRP), un partido católico de izquierda que colaboró con el KPD.

## Biografía
Karl Zimmet nació en 1895 en Ratisbona. Participó como soldado en la Primera Guerra Mundial. El 25 de agosto de 1919 fue condenado a dieciocho meses de prisión porque había apoyado el Ejército Rojo durante la República Soviética de Baviera. En 1920 se hizo miembro del Partido Comunista de Alemania (KPD). Más tarde abandonó el KPD y se unió al Partido Social Cristiano del Reich (Christlich-Soziale Reichspartei, CSRP). Allí conoció a Rupert Huber y el matrimonio Emma y Hans Hutzelmann.
Después de 1933 Karl Zimmet empezó a tomar parte en acciones ilegales contra el régimen nazi. Durante muchos años distribuyó volantes, en los cuales denunció la represión de la libertad de expresión, la construcción de los campos de concentración y la preparación y el desarrollo de la Segunda Guerra Mundial por parte de los nazis. Tales actividades fueron castigadas con la muerte por los nazis.
En 1933 y 1934 Karl Zimmet distribuyó volantes del Partido de los Trabajadores Socialistas de Alemania (Sozialistische Arbeiterpartei, SAP). En 1937 y 1939 redactó volantes contra el nacionalsocialismo junto con Rupert Huber. Entre 1941 y 1943 tomó parte en la redacción y distribución de otros volantes y en la redacción de la revista antinazi «Der Wecker» («El Despertador»). En 1942 se formó un grupo de la resistencia al nazismo alrededor de Karl Zimmet, Georg Jahres y Hans Hutzelmann que se llamó Frente Popular Alemán Antinazista (Antinazistische Deutsche Volksfront, ADV). (No le dieron nombre al grupo hasta 1943.) Desde julio de 1943 Zimmet se encontró dos veces a la semana con Hans y Emma Hutzelmann, con delegados de los prisioneros de guerra rusos y con otras personas en la vivienda de los Hutzelmann para escuchar clandestinamente a emisoras de radio soviéticas y planear acciones contra los nazis.
Desde 1943 el ADV colaboró con un grupo de resistencia de prisioneros de guerra rusos. Este grupo y el ADV instalaron un receptor de onda corta en la vivienda de Zimmet para escuchar emisoras de radio extranjeras para informarse de la situación en el frente. En otra casa, el ADV tenía un almacén de papel (para la producción de volantes) y de armas. Además el ADV y el grupo de resistencia de prisioneros de guerra rusos apoyaron a trabajadores forzados en fábricas de armamento a cometer actos de sabotaje.
A principios de enero de 1944 Karl Zimmet fue detenido. Sobrevivió porque fingió una enfermedad mental. Después de la Segunda Guerra Mundial se comprometió en la Unión de los Perseguidos del Régimen Nazi. En los años sesenta fue galardonado en la Unión Soviética por su resistencia al régimen nazi.